# Robert H. Dennard
Robert Heath Dennard (Terrell, 5 de septiembre de 1932-23 de abril de 2024) fue un ingeniero eléctrico e inventor americano.

## Biografía
Dennard nació en Terrell, Texas, EE. UU. Recibió su título de Bachiller y Master en Ciencias en Ingeniería Eléctrica de la Universidad Metodista del Sur, Dallas, en 1954 y 1956, respectivamente. Obtuvo un Doctorado en Filosofía en el  Instituto de Tecnología Carnegie en Pittsburgh, Pensilvania, en 1958. Durante su carrera profesional, trabajó como investigador para IBM.
En 1966 inventó la memoria dinámica de acceso aleatorio (DRAM), cuya patente fue emitida en 1968. Dennard también fue uno de los primeros en reconocer el tremendo potencial de reducir el tamaño de los MOSFETs. La teoría de la escala  que él y sus colegas formularon en 1974 postuló que los MOSFET continúan funcionando como interruptores controlados por voltaje, mientras que todas las figuras clave de mérito, como la densidad del diseño, la velocidad de operación y la eficiencia energética mejoran las dimensiones geométricas proporcionadas, los voltajes y las concentraciones de dopaje se escalan constantemente para mantener el mismo campo eléctrico. Esta propiedad subyace en el logro de la ley de Moore  y la evolución de la microelectrónica en las últimas décadas.

## Premios y honores
- Kyoto Premio (2013)[2]
- Universidad Carnegie Mellon Doctor Honorario de Ciencia y Tecnología (2010)
- Medalla de honor IEEE (2009)
- Medalla Edison IEEE (2001)[3]
- Medalla Benjamin Franklin en Ingeniería Eléctrica del Instituto Franklin (2007)[4]
- EE. UU. Academia Nacional de Ingeniería (NAE) Premio Charles Stark Draper (2009)
- Universidad Metodista del Sur Doctor Honorary honorario en ciencias (1997)
- Premio Harvey del Instituto Technion en Haifa / Israel (1990)
- Premio al Logro del Instituto de Investigación Industrial (IRI) (1989)[5]
- EE. UU. Medalla Nacional de Tecnología (1988)[6]
- Premio Cledo Brunetti IEEE (1982)
- Socio de IBM nombrado (1979)